# カラカミ遺跡

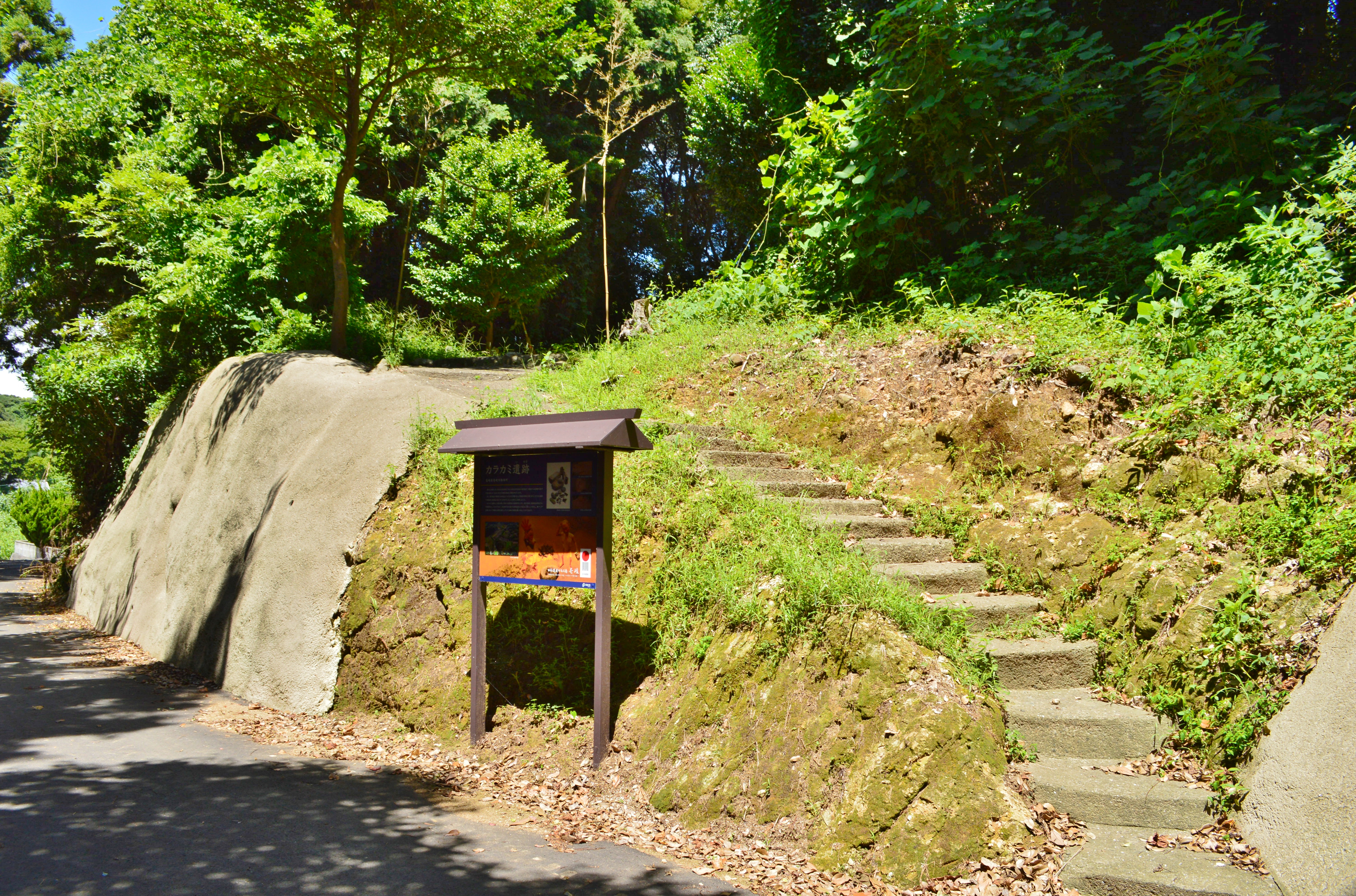
カラカミ遺跡 説明板付近

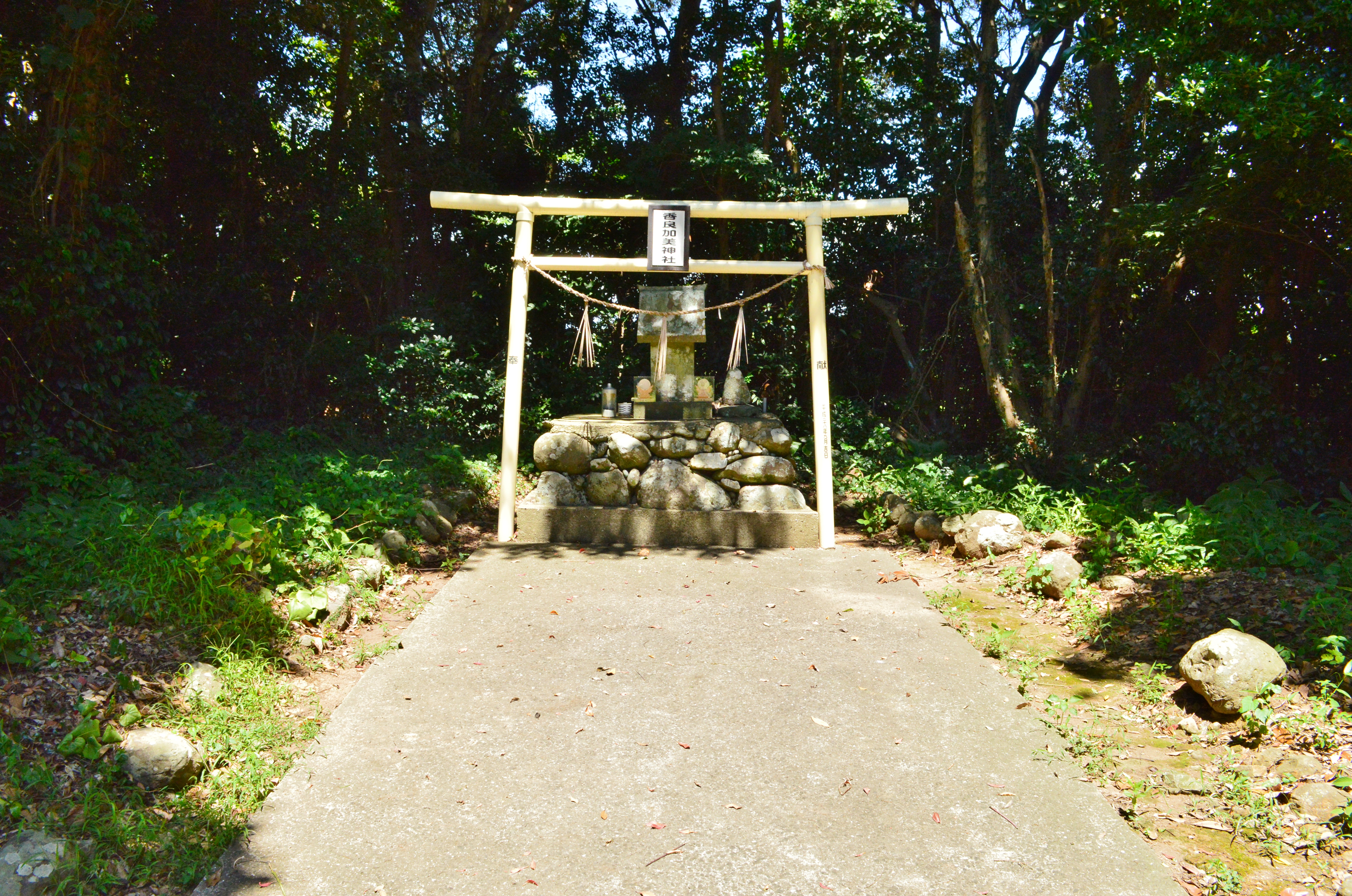
遺跡中心部のカラカミ神社

カラカミ遺跡（カラカミいせき）は、長崎県壱岐市勝本町立石東触にある弥生時代の環濠集落遺跡。壱岐市指定史跡に指定されている。
魏志倭人伝に登場する「一支国」の都とみられている原の辻遺跡から約6キロメートルに位置しており構成集落の1つとされる。

## 主な遺構
- 環濠 - 幅3.5メートル、深さ60センチメートル
- 墓地
- 住居址
- 貝塚
- 地上炉 - 2013年に弥生時代後期の鉄の地上炉跡が発見された[1]。

## 主な遺物
出土遺物は石器のほか、鉄製の銛（もり）、釣り針、鎌、鉄鏃（てつぞく）、槍鉋、と薄などの鉄器が出土している。
そのほか、多数の動物遺体が出土しており、家畜としてのイヌ、ネコ、ウマのほかドブネズミ、鳥類、漁業対象である魚骨、クジラ、イルカ、アシカ、シャチなどが出土している。貝類ではカキ、アワビ、サザエ、オキシジミが出土しているほか、ウニの殻も出土している。
また出土土器のうちには、「周」の刻字を有する弥生時代後期の土器片があり、漢字が記された土器としては国内最古級とされる。